# Jászszentandrás
Jászszentandrás es un pueblo húngaro perteneciente al distrito de Jászapáti, condado de Jász-Nagykun-Szolnok.

## Superficie
Cuenta con una superficie de 44,33 km².

## Demografía
Hasta 2024 la población era de 2576 habitantes, con una densidad de población de 58,10 hab/km².
| Gráfica de evolución demográfica de Jászszentandrás entre 2020 y 2024 |
|                                                                       |
| Datos según la Oficina Central de Estadística de Hungría.             |